# Euphorbia kundelunguensis
Euphorbia kundelunguensis là một loài thực vật có hoa trong họ Đại kích. Loài này được (Malaisse) Bruyns mô tả khoa học đầu tiên năm 2006.